# Sphinga
Sphinga es un género de  árboles perteneciente a la familia de las fabáceas. Comprende 3 especies descritas y  aceptadas.

## Taxonomía
El género fue descrito por Barneby & J.W.Grimes y publicado en Memoirs of the New York Botanical Garden 74(1): 160. 1996. La especie tipo es: Sphinga platyloba (DC.) Barneby & J.W.Grimes	

## Especies aceptadas
A continuación se brinda un listado de las especies del género Sphinga aceptadas hasta agosto de 2012, ordenadas alfabéticamente. Para cada una se indica el nombre binomial seguido del autor, abreviado según las convenciones y usos.
- Sphinga acatlensis (Benth.) Barneby & J.W.Grimes
- Sphinga platyloba (DC.) Barneby & J.W.Grimes
- Sphinga prehensilis (C.Wright) Barneby & J.W.Grimes